# Petit-Réderching
 Petit-Réderching  es una población y comuna francesa, en la región de Lorena, departamento de Mosela, en el distrito de Sarreguemines y cantón de Rohrbach-lès-Bitche.

## Demografía
| 1174 | 1258 | 1291 | 1447 | 1525 | 1562 |
| Para los censos de 1962 a 1999 la población legal corresponde a la población sin duplicidades (Fuente: INSEE [Consultar]) |      |      |      |      |      |